# Haliaeetus vocifer
A Haliaeetus vocifer, comummente conhecida como águia-pesqueira-africana ou pigargo-africano, é uma ave de rapina que habita praticamente todos os lagos e reservatórios da África. Não se deve confundir com a águia-pescadora, Pandion haliaetus, cujo epíteto específico é o mesmo que o género das espécies africanas.

## Etimologia
Relativamente ao nome científico:
- O nome genérico, Haliaeetus é o grego clássico ἁλιάετος[4], que significa «águia do mar».
- O epíteto específico, Vocifer, deriva do étimo latino vōcĭfĕror[5], que por seu turno resulta da aglutinação dos étimos vox[6], "voz" + -fer, que "transporta", em alusão aos seus "gritos" agudos, que são lançados com a cabeça bem levantada e que são uma peculiaridade das águias-pesqueiras-africanas, juntamente com uma espécie de Madagáscar, Haliaeetus vociferoides[7], cujo epíteto específico tem a mesma origem.

## Descrição
Esta águia é a ave nacional do Zimbabwe e da Zâmbia. O seu parente mais próximo parece ser a águia-pescadora-de-madagáscar,  Haliaeetus vociferoides, que se encontra em perigo crítico. Como todas as "espécies-parentes", a águia-pescadora-africana tem a cabeça branca, enquanto a sua parente próxima tem a cabeça bege. Ambas as espécies têm pernas, bicos e olhos escuros (Wink et al. 1996) e caudas pelo menos parcialmente brancas, mesmo em juvenis.

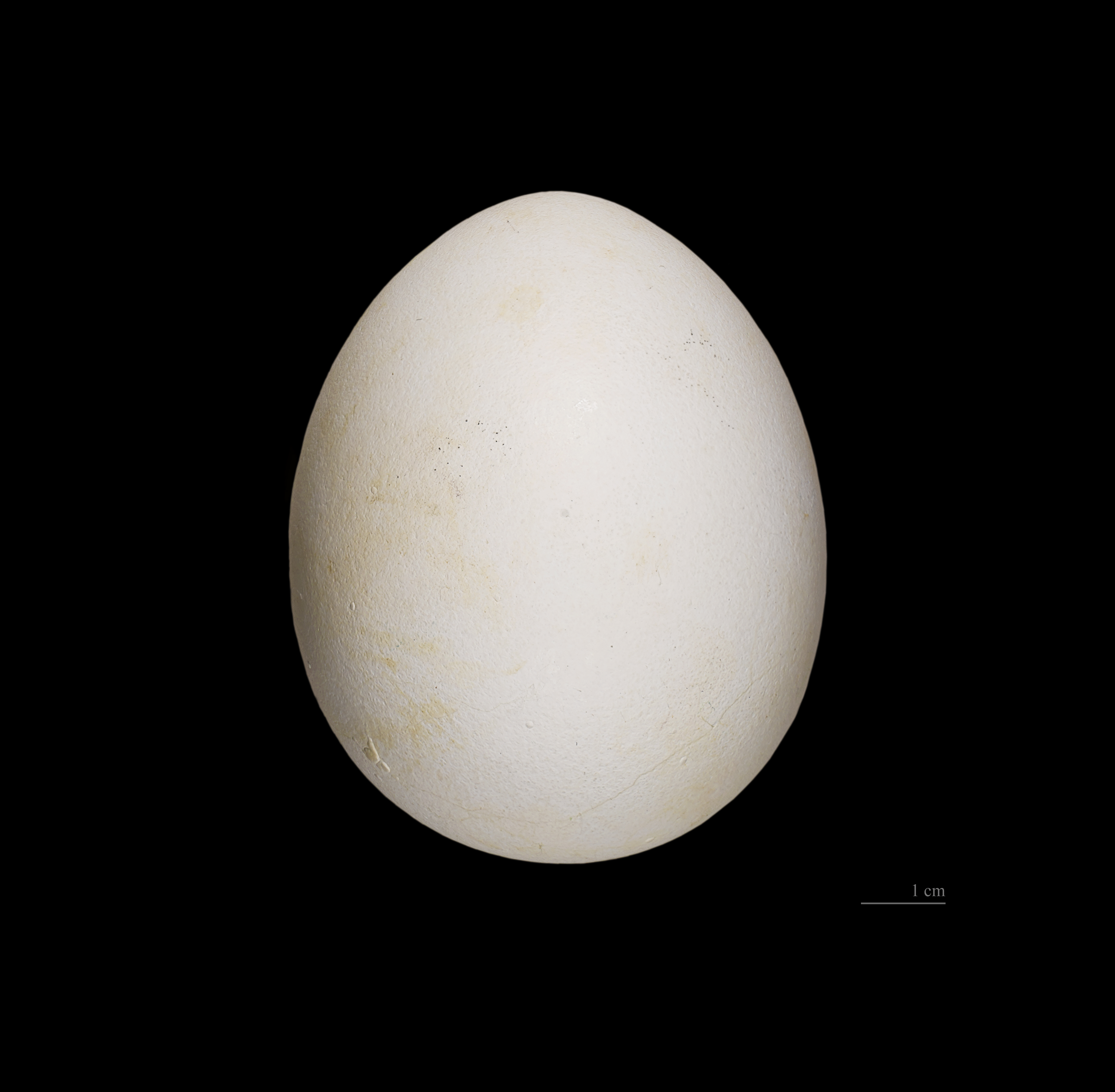
Haliaeetus vocifer - MHNT

A águia-pesqueira-africana pode considerar-se uma ave grande, as fêmeas atingem 3,2-3,6 kg e um comprimento de 63–75 cm, maiores que os machos, que atingem 2-2,5 kg e uma envergadura de cerca de 2 m, enquanto as fêmeas chegam a  2,4 m. Têm o corpo com uma plumagem castanha e grandes asas negras; a cabeça, peito e cauda são brancos. O bico, bem recurvo, é amarelo com a ponta negra.

## Distribuição
Esta espécie é comum em lagos, reservatórios e rios, mas também pode ser encontrada perto da costa, nos estuários ou lagunas, em toda a África subsahariana.

## Reprodução e desenvolvimento
A águia-pesqueira-africana reproduz-se durante a estação seca e pensa-se que os pares se mantêm por toda a vida, usando dois ou mais ninhos. Como estes ninhos são reconstruídos, chegam a ser bastante grandes, alguns atingido 2 m de diâmetro e 1,2 m de fundo e são geralmente construídos numa árvore grande, com gravetos e outros materiais tirados das árvores.
A fêmea põe 1 a 3 ovos brancos com manchas avermelhadas. A incubação é feita pela fêmea, mas o macho fica sobre os ovos quando a fêmea sai para caçar. A eclosão ocorre 42 a 45 dias depois da postura, por vezes com alguns dias de distância e o pinto mais velho geralmente mata os irmãos. Os pintos ficam no ninho 70 a 75 dias e, depois de oito semanas, a jovem águia é capaz de viver independente.

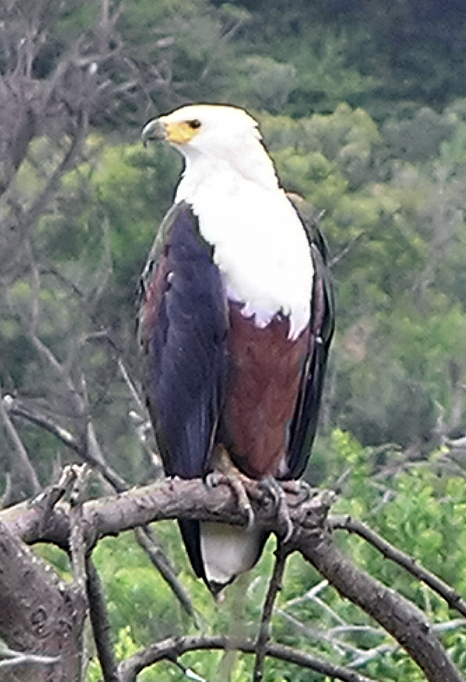
A águia-pescadora-africana empoleirada numa árvore, muito direita

## Dieta

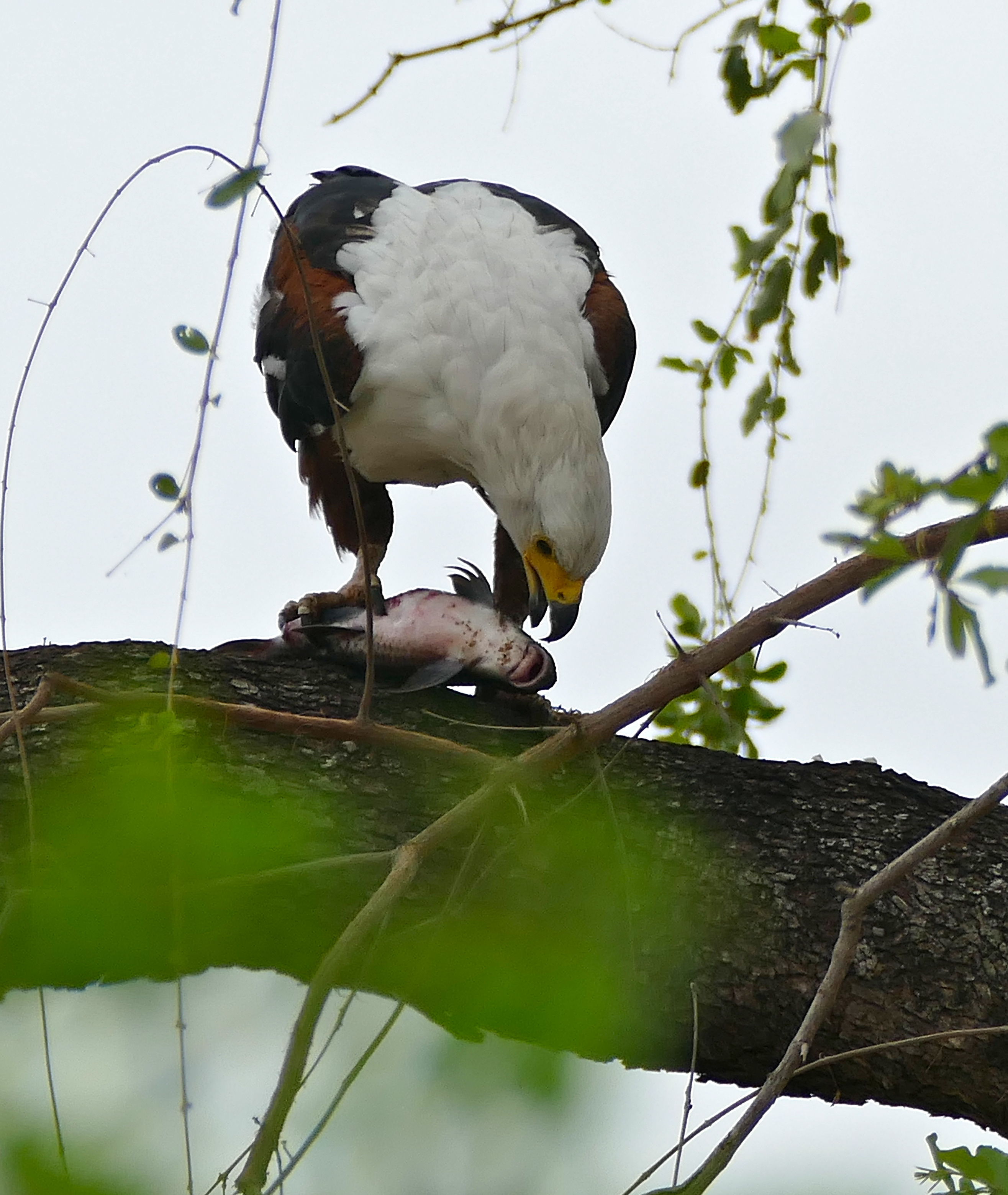
Árvore pesqueira africana se alimentando de sua presa, um peixe

A dieta da águia-pesqueira-africana é principalmente à base de peixe, que a ave, depois de avistar do seu poleiro, apanha da água com as suas grandes garras, para voar de novo para o seu poleiro onde faz a sua refeição. Se apanha um peixe maior que 1,8 quilogramas – demasiado pesado para levantar da água – arrasta-o, à superfície, até chegar à margem; se, mesmo assim, o peixe for tão pesado que a águia não consegue levantar voo com ele, ela arrasta-o dentro de água, nadando com as asas. A águia-pesqueira-africana também pode consumir outras aves aquáticas, pequenos cágados, jovens crocodilos e restos de animais mortos.